# Eremit

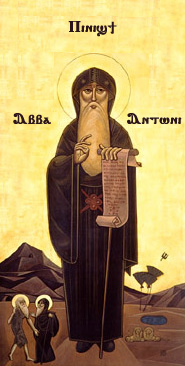
Antonios Eremiten var en av de första anakoreterna

Eremit (grekiska eremos, ensam) eller anakoret (grekiska anachorein, dra sig tillbaka) är en person som frivilligt isolerar sig, vanligtvis av religiösa skäl.
Det har sedan gammalt funnits sådana personer som dragit sig undan från världen, ofta till grottor i vildmarken eller öknen, för att i ostörd ensamhet tillbringa ett liv som helgades och renades genom försakelser och späkningar och som ägnades enbart åt bön och fromma betraktelser. Redan de i Gamla testamentet omtalade profeterna Elias och Elisa och i Nya testamentet Johannes döparen kan anses som ett slags anakoreter. Under kristenhetens första århundraden ökades högst väsentligt anakoreternas antal. De egyptiska, syriska och palestinska öknarna blev tillhåll för tusentals av dem, bland vilka de mest kända är den helige Simeon (kallad "pelarhelgonet", därför att han tillbringade 48 år i ensamhet på en hög pelare) och Antonios Eremiten.
Många bland dessa enslingar trädde efter hand i närmare förbindelse med varandra och byggde sina eremithyddor i närheten av varandra. På så sätt uppkom stora gator (på grekiska laurai), på ömse sidor omgivna av små eremitboningar. Den mest betydande av dessa eremitföreningar var den som stiftades av Pachomios (död 346) på ön Tabennæ i närheten av Tebe. De som levde i dessa anakoret- eller eremitsammanslutningar kallades cenobiter, vilket blev det egentliga munklivets och klosterväsendets uppkomst.